# Papa Damasus al II-lea
Papa Damasus al II-lea, (n. 1000, Ering, Bavaria, Germania – d. 9 august 1048, Palestrina, Lazio, Regatul Italiei) născut cel mai probabil la Pildenau lângă Ering, Bavaria, a fost cel de al treilea papă german al Romei (1048) (numele laic: Poppo von Brixen). Pontificatul lui durează din 17 iulie până în 9 august 1048.

## Viața
Poppo von Brixen (ital.: Bressanone), numit și Baginarius ("bavarezul"), era nobil, tatăl lui fiind contele Poppo al II-lea de Rott (după alte surse fiul administratorului Chuno de la mănăstirea Benediktbeuern). Din 1039 a fost episcop de Brixen participând și la sinodele de la Pavia, Sutri și Roma (între 1046 și 1047).
În 1047, împăratul Henric al III-lea l-a numit, de Crăciun, papă, la Pöhlde. O armată întreagă l-a însoțit la Roma, având sarcina să-l dea jos pe Benedict al IX-lea, chiar cu forța. Acesta fusese răsturnat de pe tron cu un an în urmă, dar ajunsese din nou la putere după otrăvirea papei Clement al II-lea.
Poppo nu a deținut demnitatea papală decât 24 de zile, numindu-se Damasus al II-lea. Moartea lui a survenit la Palestrina, probabil din pricina malariei. Însă nu este exclusă nici ipoteza conform căreia ar fi fost otrăvit și el.
Mormântul lui Damasus se află la biserica "San Lorenzo fuori le mura" (Roma).

## Literatură
- Rudolf Schieffer: Damasus II. În: Lexikon des Mittelalters, vol, 3 (1986), pag. 470